# Johann Dominik von Servi
Johann Dominik von Servi (seit 1653 Freiherr; * ca. 1593; † 11. Januar 1679) war ein hoher Beamter des Fürstentums Pfalz-Neuburg.

## Leben
Sein Vater Constantino de Servi stammte aus Florenz und Johann Dominik (Gian Domenico) ist in Neuburg erstmals 1621 als Hofjunker erwähnt. Er begleitete in den folgenden Jahren Pfalzgraf Wolfgang Wilhelm von Pfalz-Neuburg auf zahlreichen Reisen nach Spanien, Italien in die Niederlande und Österreich. Schon 1622 ist er Fähnrich der Fußleibgarde des Pfalzgrafen und nach 1630 Kapitän der in Neuburg stehenden Leibgarde. 1633 und 1634 ließ sich Servi beurlauben, um dem Prinzen Mathias von Toskana zu dienen. Zurück in Neuburg 1635 kaufte er nach dem Tod seines Schwiegervaters Otto Welser dessen Hofmark Stepperg 1638. Servi hatte am 20. November 1627 in der Residenz Neuburg Anna Franziska Welser (* 27. September 1602; † 22. Januar 1657) geheiratet. Ihr gemeinsamer Sohn Wolfgang Wilhelm von Servi (* 7. September 1628; † 1707) trat später selbst in Pfalz-Neuburger Dienste, unter anderem als Haushofmeister. Johann Dominik von Servi reiste 1642 wieder nach Florenz und begleitete dann den Erbprinzen Philipp Wilhelm zu dessen Brautwerbung nach Polen. Nach der Hochzeit Philipp Wilhelms mit der polnischen Königstochter Anna Katharina Konstanze Wasa 1642 wurde Servi ihr Hofmeister in Neuburg. Außerdem erhielt er das Kommando über die Neuburger Garnison und das Pflegamt Lupburg. Wohl 1650 ernannte Pfalzgraf Wolfgang Wilhelm Servi zum Geheimrat und Kämmerer sowie Obersthofmeister. 1651 dann zum Oberstleutnant der Leibwache. 1655 wählten ihn die Landstände zum Landschaftskommissar. Pfalzgraf Philipp Wilhelm verlieh ihm 1657 das Landrichteramt Burglengenfeld und bestallte ihn auch zum Obersthofmeister seiner zweiten Frau Elisabeth Amalie von Hessen-Darmstadt. Bis ins hohe Alter von 85 Jahren wurde Servi vom Pfalzgrafen weiter für diplomatische Reisen eingesetzt. 1676 stiftete er unweit seines Stepperger Schlosses eine Antoniuskapelle mit Einsiedelei. Am 11. Januar 1679 starb Johann Dominik von Servi und wurde in der Pfarrkirche St. Michael in Stepperg begraben. Ein aufwändiges Epitaph mit Wappen erinnert dort bis heute an ihn.

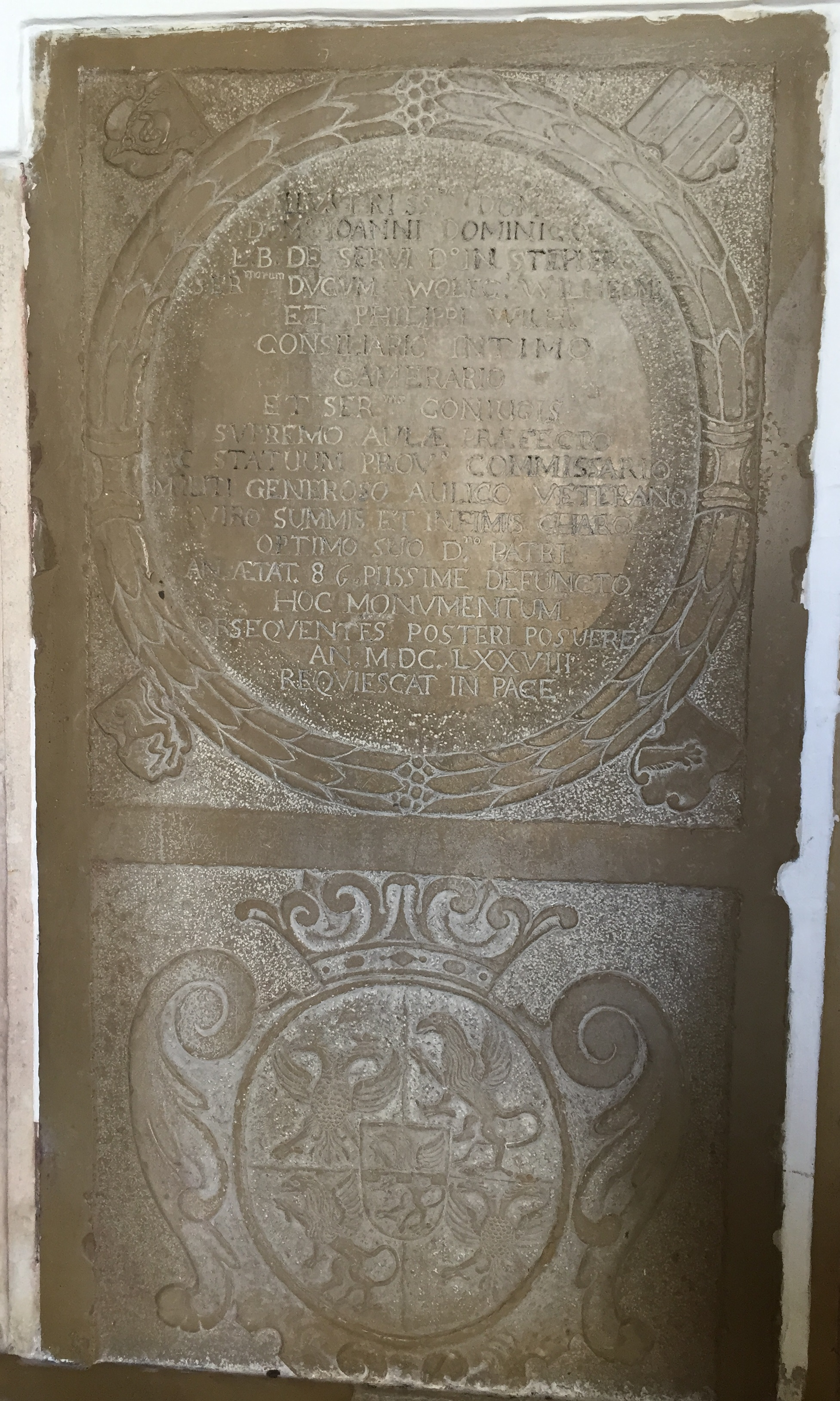
Grabplatte oder Epitaph des Johann Dominik von Servi in der Kirche St. Michael in Stepperg